# Singly Kamelotu (Česko)
Singly Kamelotu představují dosud tři vydané CD singly brněnskou hudební skupinou Kamelot, a tak doplňují kolekci studiových alb.

## Tomáš singel
Tomáš singel je prvním takovým CD, které bylo vydáno v roce 1995.

### Obsazení
Autorem textů a hudby je Roman Horký. Obsazení skupiny:
- Roman Horký – sólo kytara, zpěv
- Radek Michal – doprovodná kytara, zpěv
- Jaroslav Zoufalý – congo, tamburína, zpěv
- Petr Rotschein – baskytara, zpěv

### Skladby
1. Tomáš
2. Jednou ráno až se vzbudím
3. Loď jménem láska
4. Nashville

## Rio/Hardegg singel
Rio/Hardegg singel je druhým takovým CD, které bylo vydáno v roce 1996.

### Obsazení
Autorem textů a hudby je Roman Horký. Obsazení skupiny:
- Roman Horký – sólo kytara, zpěv
- Radek Michal – doprovodná kytara, zpěv
- Jaroslav Zoufalý – congo, tamburína, zpěv
- Petr Rotschein – baskytara, zpěv
- Jan Valendin – bicí nástroje, jako host
- Ivo Viktorin – hammond organ, jako host
- Petr Vavřík – bezpražcová baskytara, jako host

### Skladby
1. Rio
2. Hardegg (jiná verze)
3. Cesta do ráje (akustická verze)
4. Osud

## Island singel
Island singel je třetím takovým CD, které bylo vydáno v roce 2004.

### Obsazení
Autorem textů a hudby je Roman Horký. Obsazení skupiny:
- Roman Horký – sólo kytara, zpěv
- Viktor Porkristl – doprovodná kytara, zpěv
- Pavel Plch – congo, tamburína, zpěv
- Jiří Meisner – baskytara, zpěv
- Štěpán Smetáček – bicí, jako host

### Skladby
1. Island
2. Podkovaní